# Italijanski gospodarski čudež
Italijanski gospodarski čudež ali gospodarski boom Italije je naziv za obdobje italijanskega gospodarstva med petdesetimi in sedemdesetimi leti dvajsetega stoletja, v katerih je država doživela izredno gospodarsko in tehnološko rast.

## Politična predzgodovina
Po drugi svetovni vojni je bila Italija vključena v Marshallov načrt, kar ji je znatno pomagalo pri splošni rekonstrukciji dežele. Z nastopom hladne vojne in z "železno zaveso" med političnima blokoma se je Italija znašla na samem robu zahodne Evrope in je postala vmesni člen in most med vzhodom in zahodom, med Balkanom in centralno Evropo, pa tudi med centralno Evropo in severno Afriko. Vojna zgodovina je bila v marsičem pozabljena, ker se je vsem Evropskim državam zahodnega bloka splačalo, da Italija prevzema in blaži trenje z vzhodnim blokom. 

## Gospodarsko stanje
Vsa povojna Evropa se je v petdesetih letih obnavljala, zato se je razvila intenzivna mednarodna trgovina. Povpraševanje je raslo in italijanski industrijalci so se odzvali z modernizacijo svoje ponudbe: v petdesetih letih je 62,3 % celotnega izvoza šlo v evropske dežele. Odločilnega pomena je bilo odkritje metana in drugih ogljikovodikov v Padski nižini in ustanovitev državne ustanove Istituto per la Ricostruzione Industriale (IRI), ki je v kratkem času posodobila italijansko industrijo. Razen tega je na hiter razvoj odločilno vplivala sorazmerno nizka cena delovne sile, saj so se v industriji zaposlovali predvsem priseljenci iz italijanskega juga, ki jim je bila tudi skromna plača bolj sprejemljiva od ekonomskih razmer domačega kraja. 
Ameriški viri so mnenja, da je Korejska vojna (1950-1953), v kateri je bila prisotna tudi Italija kot članica Združenih narodov, bila glavni vzrok italijanske nagle rasti. Vojna je namreč zahtevala visoke količine farmacevtskih in kovinskih izdelkov, ki jih je italijanska industrija lahko nudila. 
Seveda je gospodarski čudež nastajal samo v severni in srednji Italiji, medtem ko je južna Italija imela od tega samo pomanjkanje delovne sile v kmetijstvu in poslednično skrčenje izvoza vsled skromnega pridelovanja. Evropska Unija je v tem videla celo pozitivno plat, v kolikor je bil na ta način privilegiran kmetijski izvoz iz severne Evrope.

## Ekonomski čudež
Zaradi novih trgovskih možnosti z Evropo in prekomorskimi državami se je italijanski izvoz med letoma 1950 in 1962 potrojil (+307 %). Celo na primer tekstilna industrija, ki je leta 1954 utrpela velike zgube, se je v teku naslednjih let opomogla in reorganizirala v dve zelo uspešni proizvodni dejavnosti: velike industrije so ustvarjale za izvoz, manjši obrati so pokrivali notranjo porabo. Modernizacija in stalno posodabljanje industrij sta privedla do specializacij v proizvodnji, ki je tako nudila vedno večji izbor izdelkov. Rasla so velika podjetja (Fiat, Olivetti, Barilla, Agip) pod vodstvom nadarjenih in sposobnih ljudi (Gianni Agnelli, Carlo De Benedetti, Pietro Barilla, Enrico Mattei).
Največje priznanje je Italija dobila leta 1960 od angleškega Financial Times, pod okriljem katerega je mednarodna skupina izvedencev dodelila Italiji oskarja za najbolj solidno valuto v zahodnem svetu. Po tem priznanju je bil določen paritetni tečaj med liro in dolarjem na 625, kar je omogočilo revalvacijo zlatih rezerv centralne italijanske banke Banca d'Italia in poslednično znižanje državnih dolgov. Sledila so višanja italijanskih delnic na vseh svetovnih borzah. Leta 1957 je nastalo Skupno Evropsko Tržišče in Italija je bila ena od šestih ustanovnih članic. Z odprtjem meja se je blagovni promet še povečal.
Porast gospodarstva je močno vplival na splošno blaginjo prebivalstva. Pogostoma se navaja podatek o hladilnikih, ki so bili leta 1951 prisotni v 3 % gospodinjstev, leta 1971 pa v 94 % gospodinjstev. Leta 1954 so se začele televizijske oddaje RAI in televizijski sprejemniki so postopoma prišli v vse hiše. Avtomobili, najprej Fiat 600 in Fiat 500, so postali dosegljivi za večino družin in so med drugim omogočali poletne in zimske počitnice. Zanimiv je podatek, da se je med letoma 1951 in 1972 povprečna telesna višina Italijanov zvišala od 170 cm na 174 cm. 

## Zaključek obdobja
Neverjetna ekonomska rast se je nadaljevala vse do 1960., ko se je industrijski zagon počasi unesel. Proizvodna dejavnost, pa tudi ekonomsko stanje prebivalstva, sta ostajala na zadovoljivi višini, a ni bilo porasta. Statistične vrednosti so se počasi nižale. Leta 1962 se je začel niz organiziranih protestov in stavk, ki je dovedel do občutnega zvišanja delavskih plač. Reakcija delodajalcev je bilo zmanjšanje investicij in beg kapitalov, to je iskanje trgov in delovne sile izven države. Politične sile so se znašle v nepredvidenih težavah in niso bile kos spremembam. Bližala se je "vroča italijanska jesen" leta 1969, ki je s splošno sindikalno mobilizacijo globoko vplivala na politiko in zakonodajo. 
Pozitivne strani ekonomskega čudeža so se povlekle še do leta 1973, ko je nastopila energetska kriza. Pojavila se je zahteva po varčevanju z energijo, kar je v industriji pomenilo prilagoditev strojev in postopkov novim pogojem, za kar pa veliko industrij ni imelo sredstev. Gospodarski čudež je bil zaključen.